# Eliya Abouna
Mar Eliya Abouna, né en 1862 et mort en 1955 à Kirkouk, est un évêque de l'Église apostolique assyrienne de l'Orient qui se rallia de nouveau à l'Église chaldéenne catholique qu'il avait quittée en 1909.

## Biographie
Il est né Giwargis (Georges) d'Beth Abouna, dans une illustre maison assyrienne qui a donné héréditairement pendant des siècles des évêques au « patriarcat de la Plaine », issu de l'Église de l'Orient (Église qui s'est développée dans les territoires de l'Empire perse) et qui a fini par se rattacher à Rome avec son siège à Alqosh. Georges fréquente le séminaire assyro-chaldéen de Mossoul et il est ordonné prêtre chaldéen catholique en 1887 ou 1888. Il s'occupe de différentes paroisses avant de retourner dans son Alqosh natale en 1908.
Mais en 1909, le tout jeune patriarche de l'Église apostolique assyrienne de l'Orient (Église non rattachée à Rome), Simon XXI l'appelle et le consacre évêque au siège patriarcal « de la Montagne », à Qotchanès. Ce jeune patriarche de vingt-quatre ans, qui avait été éduqué par des missionnaires anglicans, avait l'intention de renforcer sa petite Église qu'il estimait menacée par l'influence grandissante de l'Église assyro-chaldéenne (rattachée à Rome), car cette dernière voulait lutter contre le système héréditaire de transmission de l'épiscopat et du patriarcat au sein des mêmes familles. Ce mode de transmission avait été adopté, alors que les monastères qui formaient les moines et les futurs évêques avaient presque tous disparu sous la pression des Perses, des Mongols, devenus musulmans et des bandes armées kurdes ou arabes. Ainsi la formation se faisait au sein des mêmes familles, comme mode de « survie », mais cela entraînait des abus, le spirituel et le temporel n'étant pratiquement pas séparés. Le patriarche le nomme donc au siège d'Alqosh et il prend le nom d'Eliya (Élie), mais la résistance des chrétiens locaux attachés à leur union à Rome l'empêche de prendre possession de son siège et il retourne à Qotchanès.
En 1912, le patriarche Mar Simon XXI lui confie le diocèse (éparchie) de Taimar, qui se trouve dans la province de Van, région peuplée majoritairement d'Arméniens et d'Assyriens. L'Empire ottoman entre en guerre le 29 octobre 1914 contre les Alliés. Quelques mois plus tard, c'est le début du génocide arménien, du génocide assyrien et du génocide contre les Grecs pontiques. Les Assyriens, comme les autres chrétiens, sont massacrés en masse, notamment dans le sud et le sud-est de l'Anatolie où ils sont le plus implantés. Le patriarche Simon est obligé de fuir de Qotchanès avec son peuple. Mar Eliya l'accompagne en janvier 1916 pour des négociations d'aide avec les Russes, mais ceux-ci sont de plus en plus obligés de se retirer sous la pression des Ottomans. Le patriarche tente de mettre sur pied une armée de volontaires pour se défendre, et avec l'espoir d'obtenir un « homeland » selon les promesses des Britanniques et l'aide matérielle des Russes, mais cela n'empêche pas la catastrophe. La moitié du peuple assyrien périt entre 1915 et 1918. Mar Eliya fuit avec une grande partie des Assyriens des tribus des Montagnes, menés par le patriarche, dans la plaine d'Ourmia dans l'Azerbaïdjan perse qui se trouve en zone alliée. Les Russes, avec l'écroulement du régime impérial, se retirent de la région. Le patriarche est assassiné par un chef kurde le 3 mars 1918. Mar Eliya l'enterre le 6 mars suivant. Le 14 avril 1918, il fait partie des consécrateurs du nouveau patriarche, Simon XXII Paul, dans l'église d'Ourmia . En octobre 1920, il ratifie l'acte donnant pouvoir à l'évêque Abimalek Timothée d'Inde, comme gouverneur-tuteur du nouveau patriarche âgé seulement de douze ans, Simon XXIII.
Ensuite, il fait son retour dans l'Église assyro-chaldéenne. Il est nommé en 1924 vicaire patriarcal pour le diocèse d'Aqra, poste qu'il occupe pendant deux ans. Ensuite, il s'installe à Alqosh où il demeure pendant trois décennies, le restant de ses jours.

## Œuvre
Eliya Abouna, qui était un des rares évêques lettrés des deux Églises assyriennes de son époque (celle rattachée à Rome et l'autre), rédigea plusieurs ouvrages dont une histoire des patriarches de l'Église de l'Orient en deux volumes, l'un en syriaque moderne, l'autre en syriaque classique (Harvard College Library, Houghton Library MS Syriac 182 et 183), ainsi qu'un traité d'astronomie en arabe (Houghton Library MS Arabic 394). Son ouvrage historique a été depuis publié par Hermis Aboona (1940–2009).